# Seattle Tower
La Seattle Tower, originalmente conocida como Northern Life Tower, es un rascacielos histórico de 27 pisos y 96,93 metros de altura situado en el centro de la ciudad de Seattle, en el estado de Washington (Estados Unidos). Fue terminado en 1928 y es conocido como la primera torre art déco de Seattle.

## Historia
En 1919 el dueño de The Northern Life Insurance Company, D. B. Morgan, decidió que su compañía necesitaba una sede en una torre "mejor que cualquier otro edificio en la Costa del Pacífico".
Originalmente planeado como una torre de 24 pisos, se agregaron tres pisos más para que fuera uno más alto sobre el nivel del mar que la Smith Tower, que era la más alta de la ciudad. En abril de 1927 Morgan anunció el proyecto y que tenía planeado invertir en este 1,5 millones de dólares.
La torre fue diseñada por Abraham Horace Albertson, Joseph Wade Wilson y Paul David Richardson (del estudio de arquitectura Albertson, Wilson & Richardson) junto con el socio local Webster & Stevens (que ya había diseñado el cercano Hotel Olympic).
Fue terminada en 1928. En sus inicios más de 200 focos pretendían recrear una aurora boreal, como una referencia al nombre de la Northern Life Insurance Company. Estos sistemas de luces fueron sin embargo desmantalados en 1942 y no se volvieron a instalar.
En 1967, el edificio se vendió a Tower Associates y comenzó a ser conocido como Seattle Tower. El 23 de abril de 2010, esta fue vendida a Peter Morgan, vicepresidente de LaeRoc de Hermosa Beach. En 2010 la propiedad era administrada por Jan Greene de GVA Kidder Mathews.

## Arquitectura
Desde sus inicios marcó un cambio en el skyline de Seattle, que hasta enconces había derivado su estilo de precedentes clásicos. La Northern Life Tower fue el primer edificio en seguir el estilo art déco con un exterior simple, suave, casi parecido a una máquina.
El edificio utiliza mármol de Francia, España e Italia, así como de los stados de Alaska, Vermont, California, Nueva York y Tennessee, lo mismo que granito rosa pulido de Texas. El diseño del edificio fue influenciado por la propuesta sin construir de Eliel Saarinen para el concurso de la Tribune Tower de Chicago en 1922.
Su exterior distintivo en zigurat está revestido en 33 tonos de ladrillo diseñados para producir un degradado que se aclara desde la parte inferior hasta la parte superior del edificio. Se dice que se inspiró en las formaciones a división médica.
En la actualidad la Seattle Tower se encuentra en un sector con una alta concentración de rascacielos que por contraste lo han empequeñecido. Entre los inmuebles de más de 100 metros de altura que la rodean casi por completo están el Puget Sound Plaza (1960), el Finacial Center (1972), el 1111 Third Avenue (1980), lo mismo que algunos de los edificios más altos de Seattle, entre ellos el Russell Investments Center (2006), la Rainier Square Tower (2020) y el 1201 Third Avenue (1988).

## Premios y reconocimientos
Recibió el Premio de Honor del American Institute of Architects de 1962. En 1964 fue declarado Hito Histórico de Seattle. El edificio fue agregado al Registro Nacional de Lugares Históricos en 1975.

## Galería

### Exterior

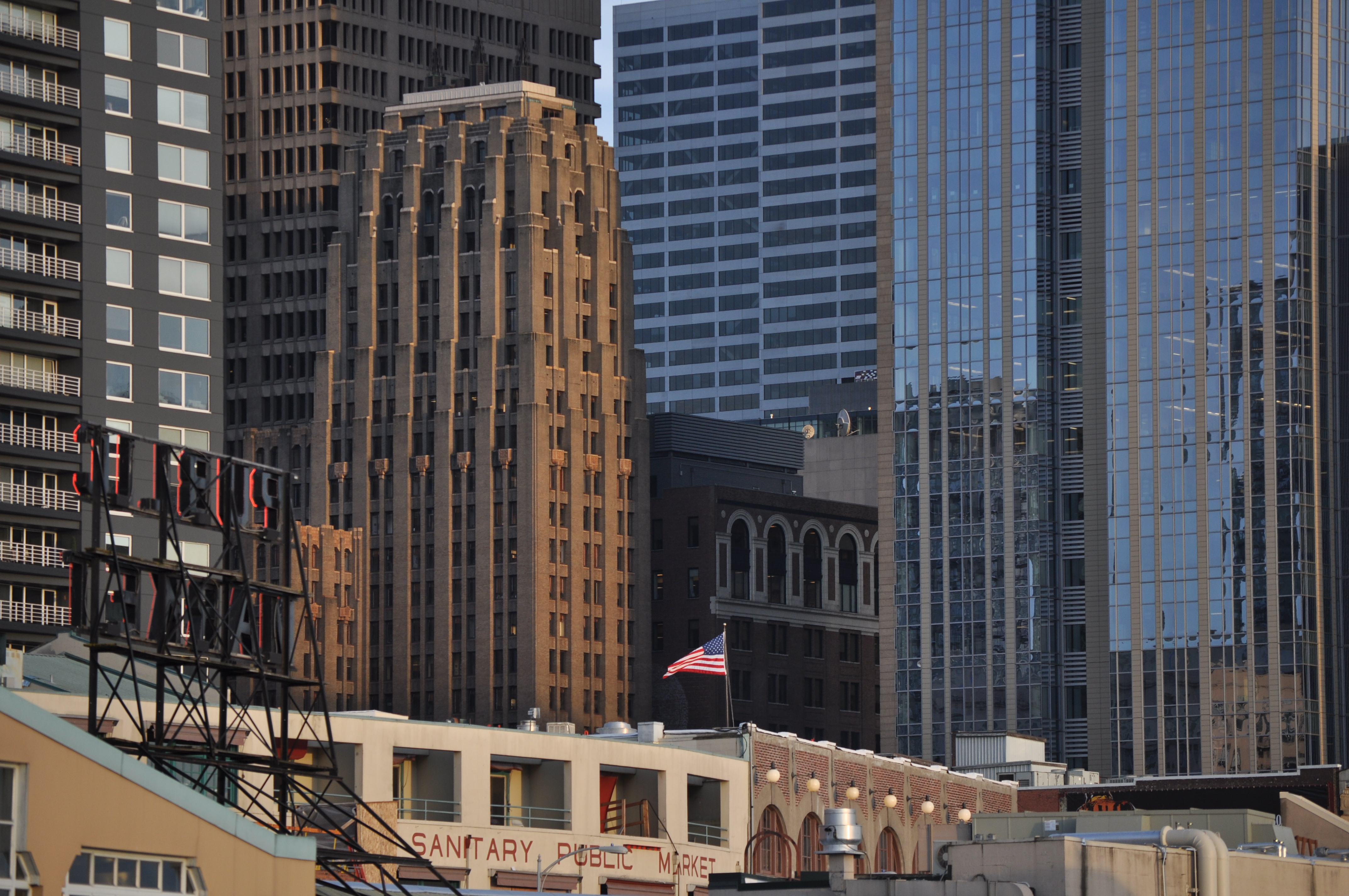
La torre en el skyline de Seattle
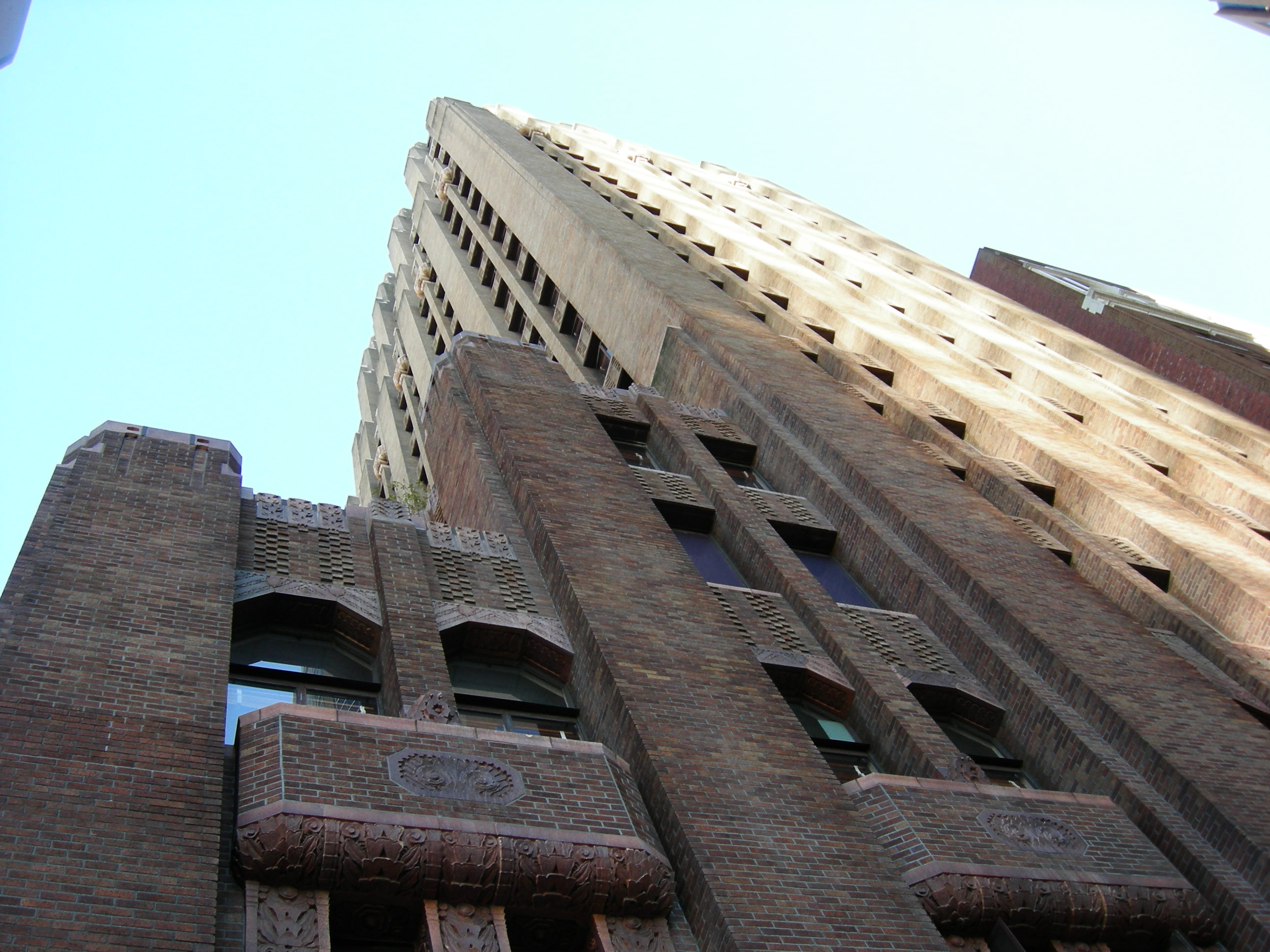
La torre desde el nivel de la calle
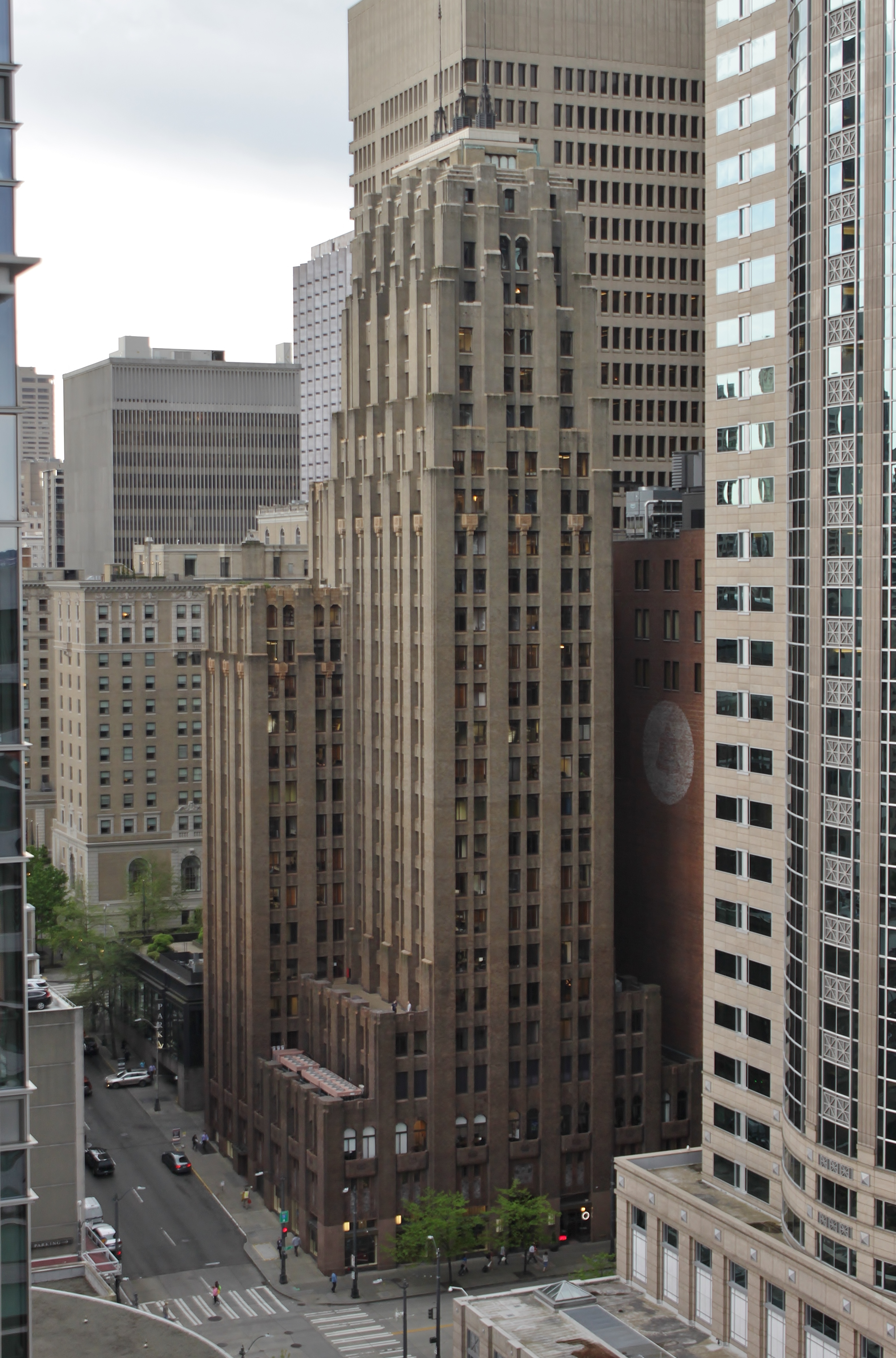
Vista general
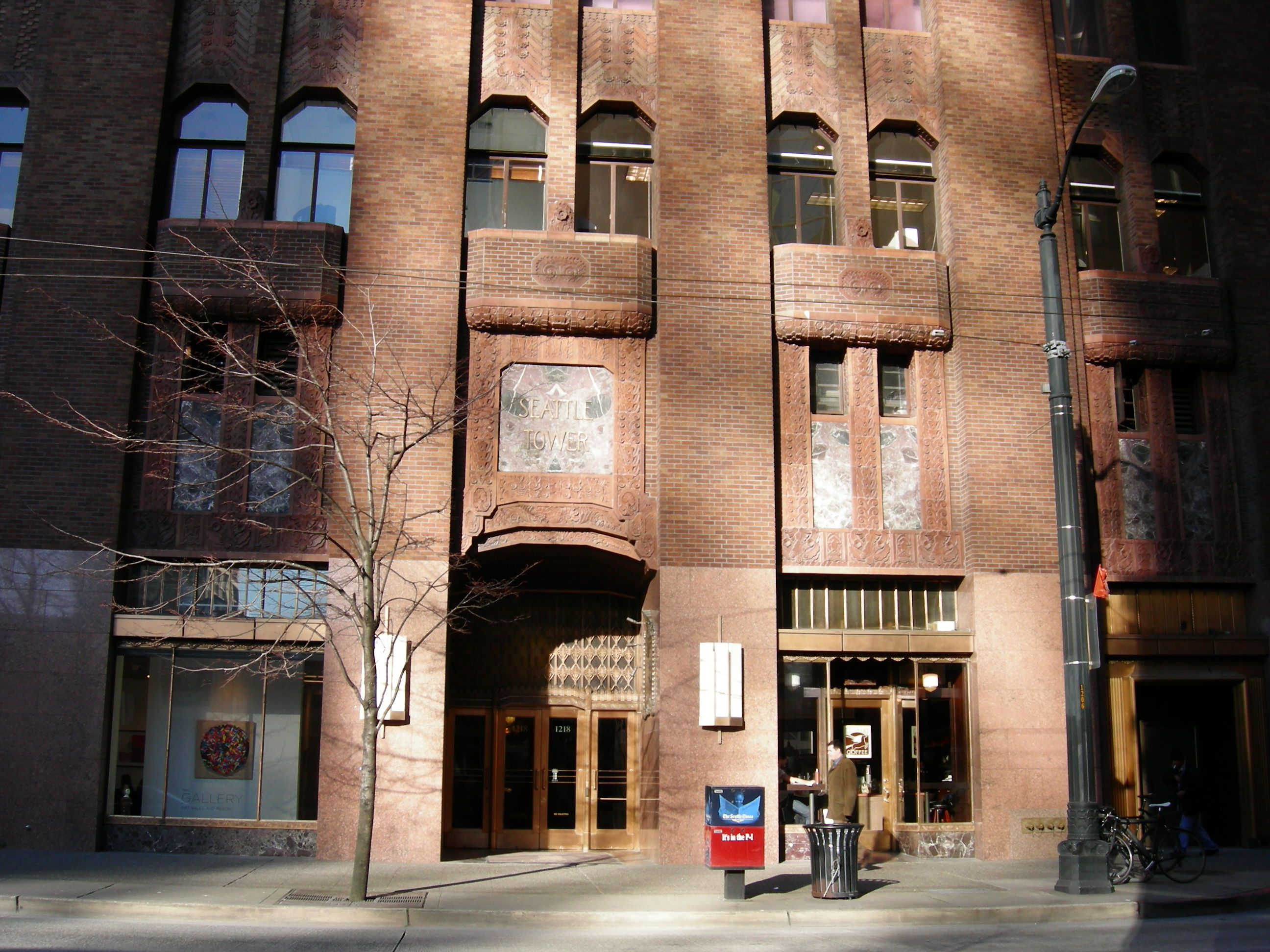
Entrada principal
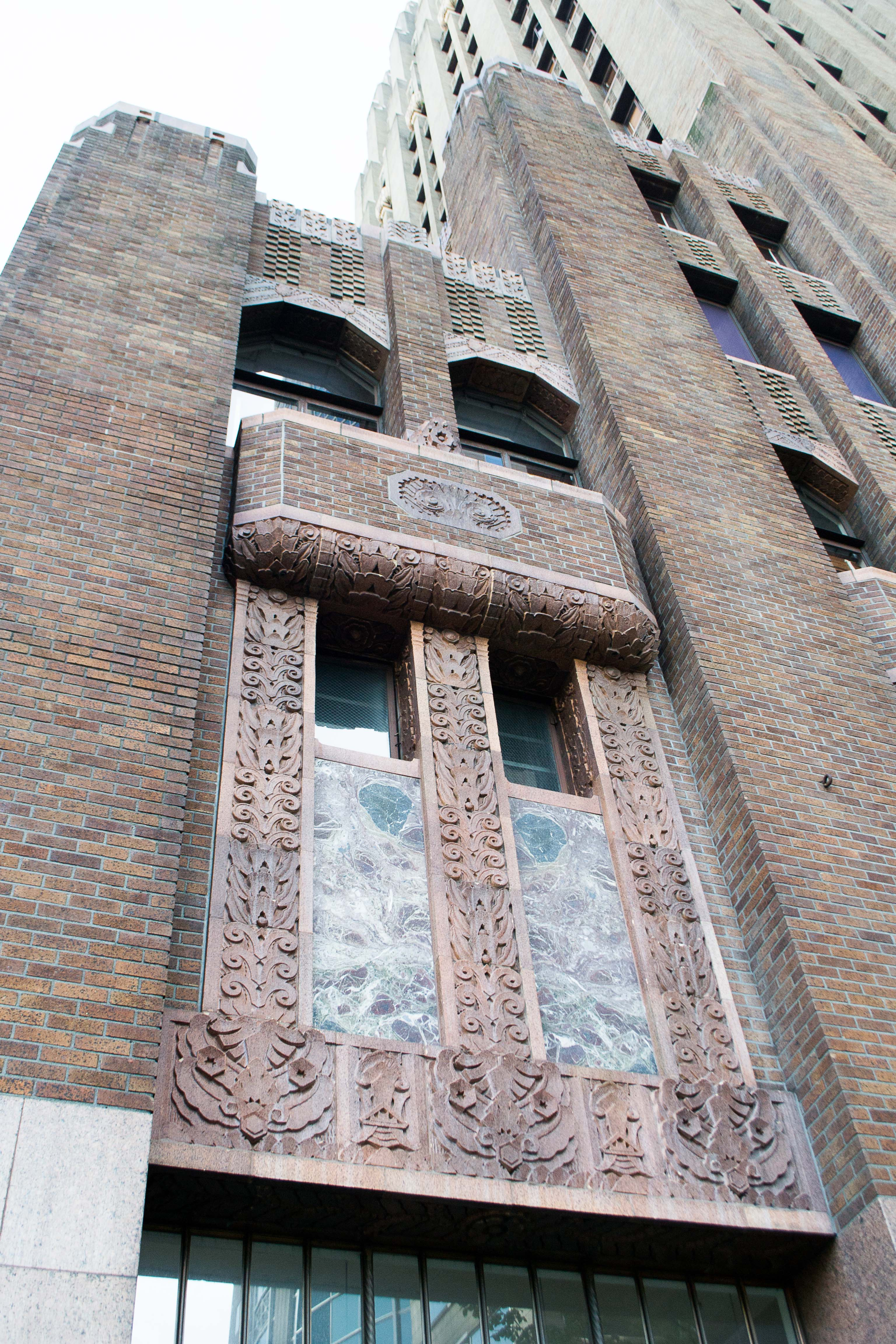
Detalles de la fachada
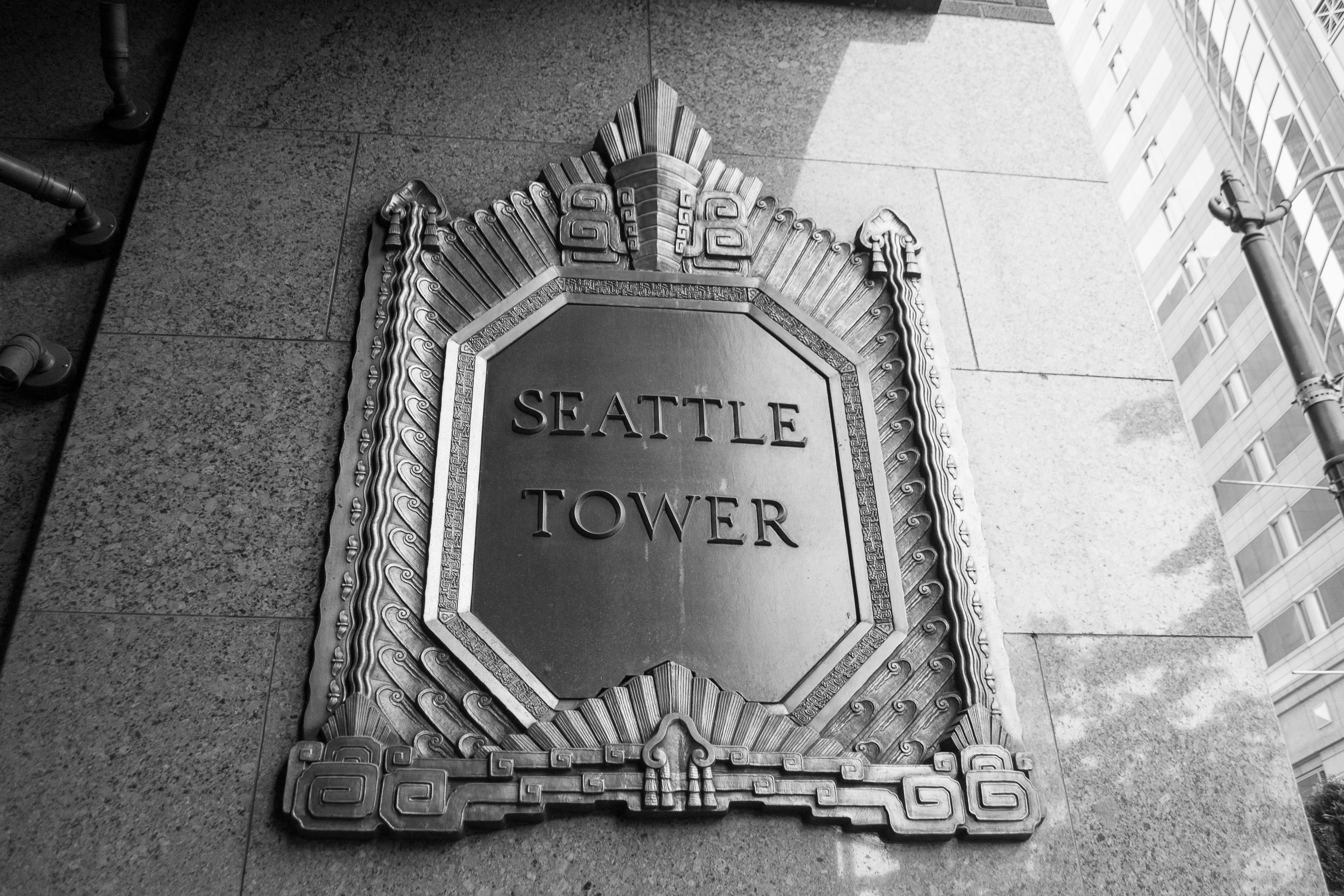
Letrero en la entrada

### Interior

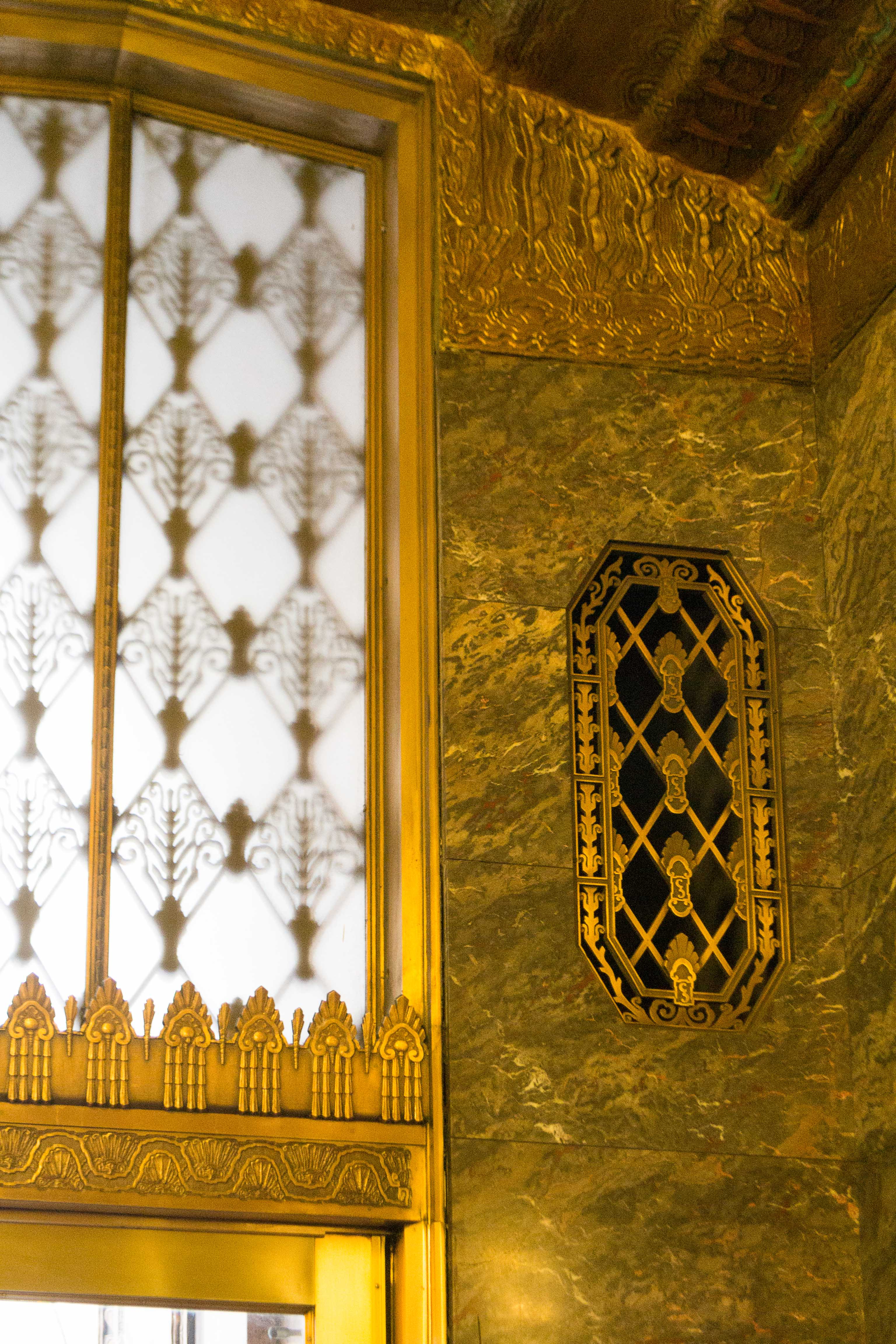
Decoración interior
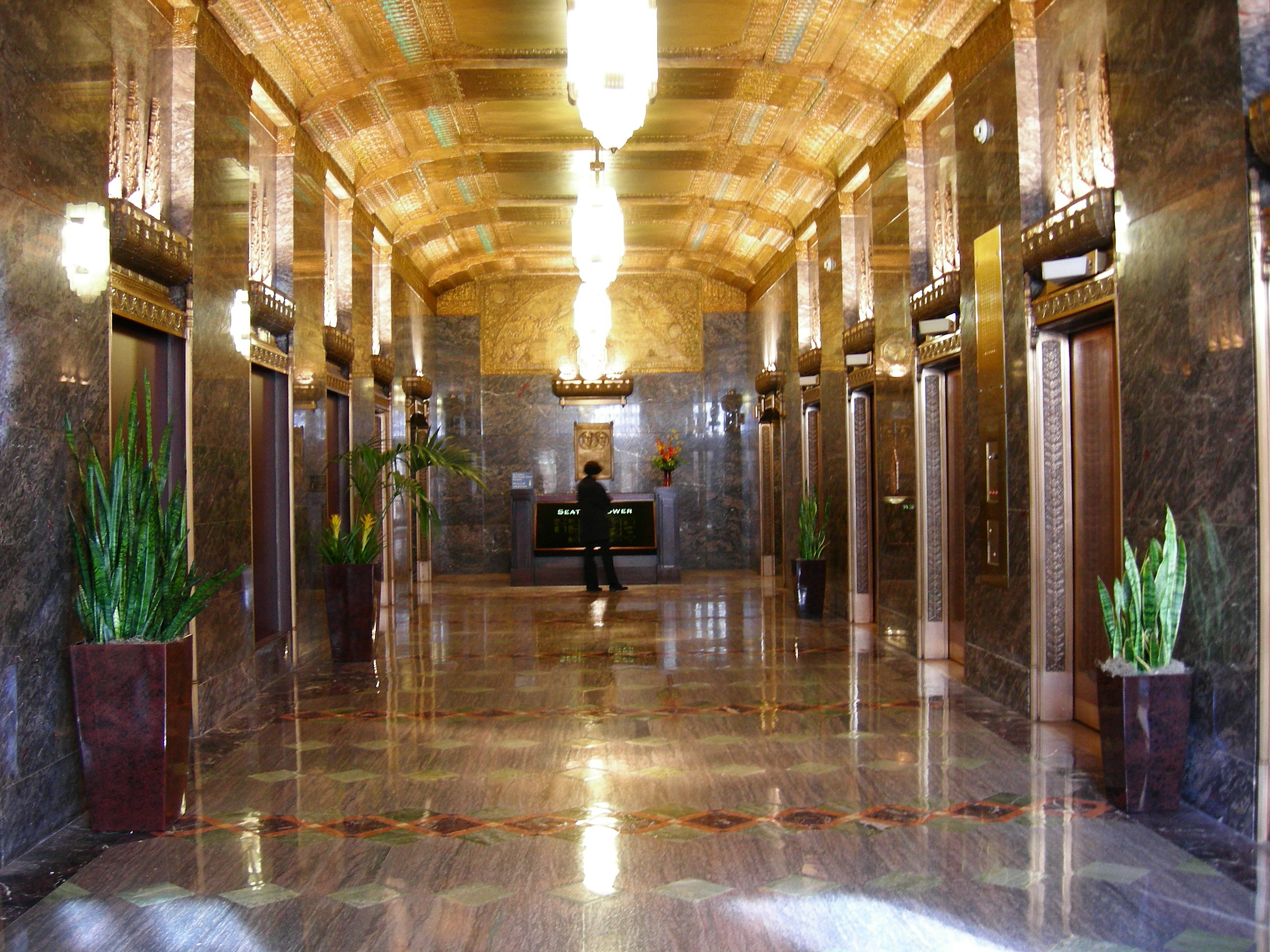
Lobby de ascensores
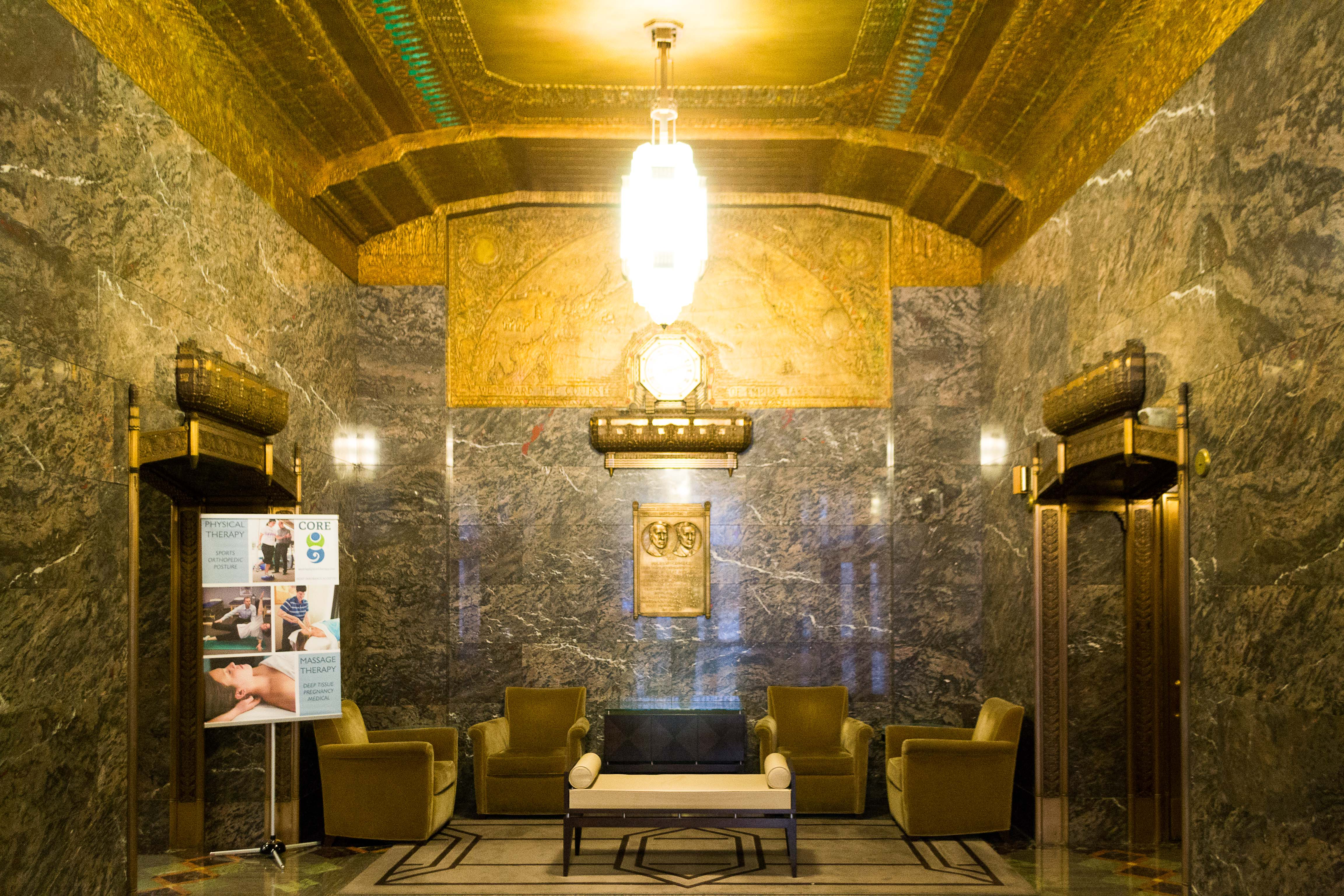
Relieve con el Océano Pacífico
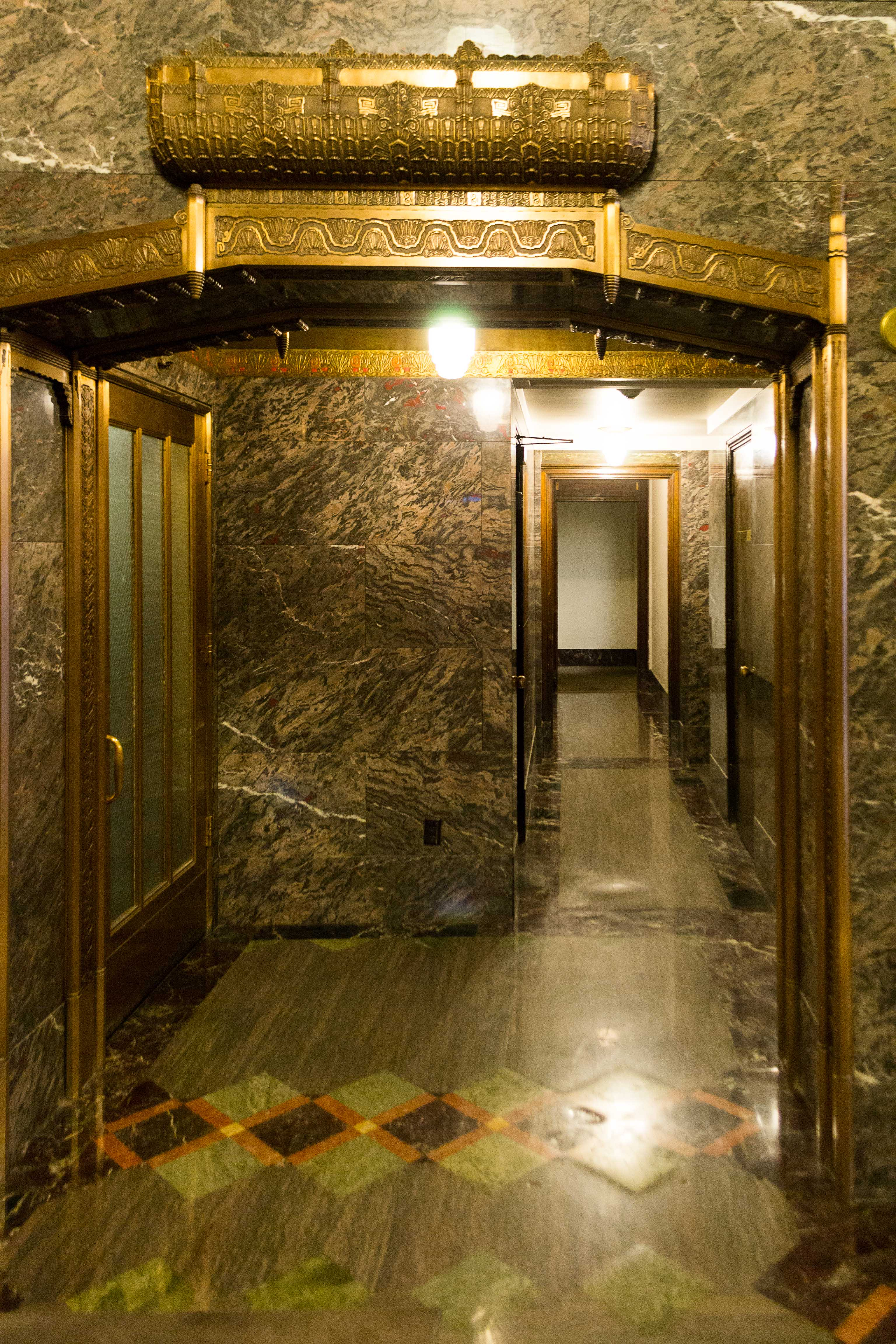
Acceso a las oficinas